# Trioza loletae
Trioza loletae är en insektsart som beskrevs av Bliven 1958. Trioza loletae ingår i släktet Trioza och familjen spetsbladloppor. Inga underarter finns listade i Catalogue of Life.